# Автошлях Т 0519
Автошля́х Т 0519 — автомобільний шлях територіального значення у Донецькій області. Пролягає територією Донецького, Кальміуського та Маріупольського районів через Амвросіївку — Бойківське — Маріуполь. Загальна довжина — 121,6 км.

## Маршрут
Автошлях проходить через такі населені пункти:
| Автошлях Т 0519       |                    |
| Донецька область      |                    |
| Амвросіївський район  |                    |
| Амвросіївка           | Т 0507Т 0509Т 0517 |
| Верхньоєланчик        |                    |
| Ольгинське            |                    |
| Новоіванівка          |                    |
| Старобешівський район |                    |
| Культура              |                    |
| Кумачове              |                    |
| Побєда                |                    |
| Лужки                 |                    |
| Глинка                |                    |
| Шевченко              |                    |
| Бойківський район     |                    |
| Кузнецово-Михайлівка  |                    |
| Греково-Олександрівка |                    |
| Первомайське          |                    |
| Бойківське            | Т 0508Т 0512       |
| Петрівське            |                    |
| Шевченко              |                    |
| Лукове                |                    |
| Новоазовський район   |                    |
| Приморське            |                    |
| Українське            |                    |
| Хрещатицьке           |                    |
| Пікузи                |                    |
| Маріуполь             | E58М14             |